# Добра Воля (Зав'яловський район)
До́бра Во́ля (рос. Добрая Воля) — селище у складі Зав'яловського району Алтайського краю, Росія. Входить до складу Гоноховської сільської ради.

## Населення
Населення — 99 осіб (2010; 153 у 2002).
Національний склад (станом на 2002 рік):
- росіяни — 92 %